# Hertogdom Saksen-Coburg (1596-1633)
Het Hertogdom Saksen-Coburg (Duits: Herzogtum Sachsen-Coburg) was een land binnen het Heilige Roomse Rijk dat werd geregeerd door de Ernestijnse linie van het Huis Wettin. Het hertogdom lag ten zuidwesten van het Thüringer Woud, in het noorden van de regio Franken. Binnen het Heilige Roomse Rijk was het ingedeeld in de Opper-Saksische Kreits.
Het land ontstond in 1596 toen Saksen-Coburg-Eisenach werd verdeeld tussen de broers Johan Casimir en Johan Ernst die tot dan toe gezamenlijk hadden geregeerd. Bij de verdeling kreeg Johan Casimir Saksen-Coburg en Johan Ernst Saksen-Eisenach. Omdat Johan Casimir in 1633 kinderloos stierf erfde zijn broer zijn gebieden en ging Saksen-Coburg op in Saksen-Eisenach.

## Geschiedenis

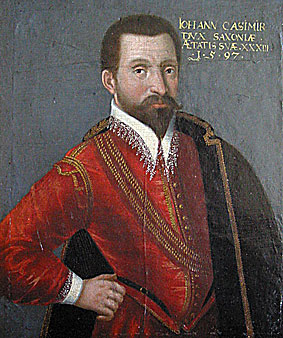
Johan Casimir, hertog van Saksen-Coburg. Geschilderd door een onbekende kunstenaar in 1597.

### De deling van Coburg-Eisenach
De vader van Johan Casimir en Johan Ernst, Johan Frederik de Middelste, was in 1566 tegen de keizer en de keurvorst van Saksen in opstand gekomen. Het doel van de opstand was om zo het na Schmalkaldische Oorlog van 1547 door de Ernestijnse linie verloren keurvorstendom terug te krijgen. Keurvorst August van Saksen nam Johan Frederik echter gevangen en de keizer sloot zijn nakomelingen uit van de erfopvolging. Vier jaar later herstelde de Rijksdag van Spiers de zoons van Johan Frederik in hun rechten. Johan Frederik zelf bleef tot in zijn dood 1595 in keizerlijke gevangenschap.
Met de Deling van Erfurt in 1572 werd voor de twee overgebleven zoons werd het Vorstendom Saksen-Coburg-Eisenach afgescheiden van het Hertogdom Saksen. Omdat Johan Casimir en Johan Ernst nog minderjarig waren werd hun vorstendom eerst bestuurd door de keurvorst August van Saksen, maar na 1586 namen ze zelf de regering over. Johan Casimir kreeg als oudste broer de meeste macht. Johan Ernst trok zich in 1590 zelfs helemaal terug in zijn eigen paleis en liet de regering aan Johan Casimir over. Daarbij spraken de broers af dat ze na vijf jaar hun gebied zouden opdelen en dat Johan Ernst daardoor zijn eigen vorstendom zou krijgen. In 1596 werd Saksen-Coburg-Eisenach inderdaad opgedeeld, waarbij Johan Casimir het zowel het gebied rond Coburg als rond Gotha kreeg.

## Cultuur

### Heksenvervolgingen
Saksen-Coburg was samen met de omliggende gebieden Henneberg, Würzburg en Bamberg een van de kerngebieden van heksenvervolgingen in Duitsland. In de 16e eeuw waren er al enkele processen tegen heksen geweest, maar tijdens de regeringsperiode van Johan Casimir werden er ten minste 178 mensen als heks verbrand. Vooral in de periodes 1612 tot 1619 en 1628 tot 1632 was er sprake van een golf aan heksenvervolgingen.
De terechtstellingen vonden vooral plaats in Coburg, Heldburg en Hildburghausen waar de processen uit de omliggende dorpen werden uitgevoerd. De autoriteiten hielden nauwkeurig toezicht op de vervolging: elke stap in het proces werd door een raad van rechtsgeleerden vastgesteld en door de regering in Coburg goedgekeurd. In 1629 nam Johan Casimir de "Gerechtelijke verordening, betreffende de hekserij" aan, waarin de verantwoordelijkheden en salarissen werden vastgelegd van iedereen die bij de processen betrokken was. Ook nam de hertog een wet aan waarin hij de geestelijkheid opdracht gaf om mensen die van hekserij verdacht werden bij de regering aan te geven zodat "de zonde van de hekserij met christelijke ijver bestreden kan worden".
Hoewel volgens het strafrecht in het Heilige Roomse Rijk de kosten van een proces gedragen moesten worden door de rechters, werden de goederen van de slachtoffers of hun erfgenamen meestal in bezit genomen om de kosten te dekken. Maar omdat vooral armen van hekserij werden beschuldigd, moesten de rechters en de staat alsnog de kosten van het proces opvangen. Ter compensatie werden na 1628 ook veel rijken van hekserij beschuldigd, waaronder de vrouw van de burgemeester van Coburg. Het geld dat de staat hierdoor verdiende werd behalve ter compensatie ook gebruikt om bouwprojecten mee te financieren.
Nadat generaal Wallenstein in 1632 Coburg en de omliggende gebieden had ingenomen nam het aantal veroordelingen af. Later werden er nog ongeveer vijftig mensen voor hekserij aangeklaagd, maar meestal volgde geen veroordeling of kregen ze niet de doodstraf opgelegd.

## Heerser
- 1596 - 1633: Johan Casimir